# Стивън Киърни
Стивън Уат Киърни е американски военачалник, бригаден генерал, участник в Мексиканско-американската война. Наричан е Баща на Щатската кавалерия.

## Биография
Роден е в Нюарк, Ню Джърси, САЩ. Семейството му пристига от Ирландия, където е носило името О'Киърни. Завършва обществено училище, след което постъпва да учи в Колумбийския университет (1811), но го напуска след 2 години.
При избухването на Американско-британската война през 1812 година се включва като доброволец. Показвайки завидна храброст по време на войната, е повишен в чин капитан. Пленник е за кратко време, след Битката при Куинстън Хайтс.
По време на Мексиканско-американската война е военен губернатор на Калифорния.
Умира през 1848 година в град Сейнт Луис, Мисури от тропическа треска и усложнения от раняването, получено в Битката при Веракруз.